# Pseudogaurax immaculatus
Pseudogaurax immaculatus är en tvåvingeart som först beskrevs av Becker 1916.  Pseudogaurax immaculatus ingår i släktet Pseudogaurax och familjen fritflugor. Inga underarter finns listade i Catalogue of Life.